# Кубок України з футболу 2013—2014
Ку́бок Украї́ни з футбо́лу 2013–2014 — 23-ий розіграш Кубка України. Переможцем стало київське Динамо.
Усі етапи турніру складаються з одного матчу. Господарем поля на всіх етапах змагання (крім фіналу) є команда, яка виступає в лізі, нижчій за рангом. Якщо зустрічаються команди однієї ліги, то господарем поля у першому матчі є команда, яка має непарний номер при жеребкуванні.

## Учасники
У цьому розіграші Кубка візьмуть участь 49 команд чемпіонату, а також фіналісти Кубка України серед аматорів 2012 року:
| Клуби Прем'єр-ліги: - «Арсенал» (Київ) - «Волинь» (Луцьк) - «Ворскла» (Полтава) - «Говерла» (Ужгород) - «Динамо» (Київ) - «Дніпро» (Дніпропетровськ) - «Зоря» (Луганськ) - «Іллічівець» (Маріуполь) - «Карпати» (Львів) - «Металіст» (Харків) - «Металург» (Донецьк) - «Металург» (Запоріжжя) - ФК «Севастополь» (Севастополь) - «Таврія» (Сімферополь) - «Чорноморець» (Одеса) - «Шахтар» (Донецьк) | Клуби першої ліги: - «Авангард» (Краматорськ) - «Буковина» (Чернівці) - «Геліос» (Харків) - «Десна» (Чернігів) - «Зірка» (Кіровоград) - МФК «Миколаїв» (Миколаїв) - «Нафтовик-Укрнафта» (Охтирка) - «Нива» (Тернопіль) - ПФК «Олександрія» (Олександрія) - «Олімпік» (Донецьк) - ФК «Полтава» (Полтава) - «Сталь» (Алчевськ) - ПФК «Суми» (Суми) - «Титан» (Армянськ) - «Украгроком» (Головківка) | Клуби другої ліги: - «Арсенал-Київщина» (Біла Церква) - «Гірник» (Кривий Ріг) - «Гірник-спорт» (Комсомольськ) - «Динамо» (Хмельницький) - «Енергія» (Миколаїв) - «Енергія» (Нова Каховка) - ФК «Карлівка» (Карлівка) - «Кремінь» (Кременчук) - «Кристал» (Херсон) - «Макіїввугілля» (Макіївка) - «Мир» (Горностаївка) - «Оболонь-Бровар» (Київ) - «Реал Фарма» (Овідіополь) - «Скала» (Стрий) - «Славутич» (Черкаси) - «Сталь» (Дніпродзержинськ) - ФК «Тернопіль» (Тернопіль) - «Шахтар» (Свердловськ) Фіналісти Кубка серед аматорських команд: - «Нове життя» (Андріївка) - «ОДЕК» (Оржів) |

## Перший попередній етап
| № | Команда 1     | Команда 2        | Рахунок |
| - | ------------- | ---------------- | ------- |
| 1 | «Нове життя»  | «Оболонь-Бровар» | 0:1 дч  |
| 2 | ФК «Карлівка» | «Макіїввугілля»  | 4:0     |
| 3 | «ОДЕК»        | «Енергія» М      | 0:3     |

| 24 липня 2013 18:00 |

| «Нове життя» | 0:1 дч   | «Оболонь-Бровар» |
| ------------ | -------- | ---------------- |
|              | Протокол | Пронак 98'       |

| «Колос», Машівка Глядачів: 1 000 Арбітр: Марулін С. |

| 24 липня 2013 18:00 |

| ФК «Карлівка»                                         | 4:0      | «Макіїввугілля» |
| ----------------------------------------------------- | -------- | --------------- |
| Коваленко 13' Добрянський 53' Фомич 82' Гаврась 90+1' | Протокол |                 |

| «Машинобудівник», Карлівка Глядачів: 1 000 Арбітр: Деревінський О. |

| 24 липня 2013 18:00 |

| «ОДЕК» | 0:3      | «Енергія» М                              |
| ------ | -------- | ---------------------------------------- |
|        | Протокол | Рябцев 71' Гранковський 78' Костюк 90+4' |

| «ОДЕК», Оржів Глядачів: 21 Арбітр: Нізола А. В. |

## Другий попередній етап
Матчі другого попереднього етапу відбулися 7 серпня.
| Команда 1          | Команда 2           | Рахунок       |
| ------------------ | ------------------- | ------------- |
| «Украгроком»       | «Нафтовик-Укрнафта» | 1:0           |
| ПФК «Суми»         | «Буковина»          | 0:1           |
| «Зірка»            | «Сталь» А           | 2:1 дч        |
| «Арсенал-Київщина» | ФК «Тернопіль»      | 0:1           |
| «Кремінь»          | «Нива»              | 0:1           |
| «Гірник-спорт»     | «Енергія» М         | 1:2           |
| «Сталь» Д          | «Геліос»            | 1:0           |
| «Енергія» НК       | «Десна»             | 1:3           |
| МФК «Миколаїв»     | «Титан»             | 3:2 дч        |
| «Оболонь-Бровар»   | «Мир»               | 1:1, пен. 1:3 |
| «Шахтар» С         | «Кристал»           | 4:0           |
| «Реал Фарма»       | «Славутич»          | 2:3 дч        |
| ФК «Карлівка»      | «Гірник»            | 2:4           |
| «Динамо» Х         | «Авангард»          | 0:2           |
| «Олімпік»          | ПФК «Олександрія»   | 1:1, пен. 3:5 |
| «Скала»            | ФК «Полтава»        | 0:3           |

## 1/16 фіналу
Жеребкування відбулося 4 вересня 2013 року. Матчі — 25 та 26 вересня 2013 року.
| Команда 1         | Команда 2        | Рахунок |
| ----------------- | ---------------- | ------- |
| 25 вересня        |                  |         |
| «Говерла»         | «Арсенал»        | 0:1     |
| «Славутич»        | «Таврія»         | 3:1     |
| «Шахтар» С        | «Мир»            | 3:1     |
| ПФК «Олександрія» | «Металіст»       | 1:4 дч  |
| ФК «Тернопіль»    | ФК «Полтава»     | 4:3 дч  |
| «Авангард»        | «Зоря»           | 3:1 дч  |
| «Карпати»         | ФК «Севастополь» | 1:0     |
| «Динамо» К        | «Металург» Д     | 3:2     |
| «Енергія» М       | «Чорноморець»    | 0:4     |
| «Буковина»        | «Дніпро»         | 0:2     |
| «Іллічівець»      | «Шахтар» Д       | 0:3     |
| «Сталь» Д         | «Металург» З     | 1:2     |
| «Гірник»          | «Десна»          | 1:2 дч  |
| МФК «Миколаїв»    | «Зірка»          | 2:1 дч  |
| «Ворскла»         | «Волинь»         | 2:1 дч  |
| 26 вересня        |                  |         |
| «Нива»            | «Украгроком»     | 3:0     |

## 1/8 фіналу
Жеребкування відбулося 27 вересня 2013 року. Матчі — 29 та 30 жовтня 2013 року.
| Команда 1      | Команда 2    | Рахунок       |
| -------------- | ------------ | ------------- |
| 29 жовтня      |              |               |
| МФК «Миколаїв» | «Шахтар» Д   | 0:3           |
| «Нива»         | «Арсенал»    | +:–           |
| 30 жовтня      |              |               |
| «Десна»        | «Металург» З | 1:1, пен. 5:4 |
| ФК «Тернопіль» | «Ворскла»    | 1:1, пен. 3:1 |
| «Славутич»     | «Авангард»   | 1:0           |
| «Карпати»      | «Металіст»   | 0:2           |
| «Чорноморець»  | «Дніпро»     | +:−           |
| «Шахтар» С     | «Динамо» К   | 0:4           |

## Чвертьфінали
Жеребкування відбулося 23 січня 2014 року. Матчі відбулись 26 березня 2014 року.
| Команда 1      | Команда 2     | Рахунок       |
| -------------- | ------------- | ------------- |
| «Десна»        | «Шахтар» Д    | 0:2           |
| «Славутич»     | «Нива»        | 1:1, пен. 4:3 |
| ФК «Тернопіль» | «Чорноморець» | 0:1           |
| «Металіст»     | «Динамо» К    | 2:3           |

## Півфінали
Жеребкування відбулось 2 квітня 2014 року. Матчі відбулись 7 травня 2014 року.
| Команда 1  | Команда 2     | Рахунок |
| ---------- | ------------- | ------- |
| «Динамо» К | «Чорноморець» | 4:0     |
| «Славутич» | «Шахтар» Д    | 0:3 дч  |

## Фінал
Фінал відбувся 15 травня 2014 року.
| 15.05.2014 20:00 UTC+2 +21 °C |

| «Динамо» Київ           | 2:1      | «Шахтар» Донецьк |
| ----------------------- | -------- | ---------------- |
| Кучер 40' (аг) Віда 42' | Протокол | Коста 56'        |

| «Ворскла» ім. Олексія Бутовського, Полтава Глядачів: 9 700 Арбітр: Юрій Можаровський |